# Kathedraal van Glasgow
De Kathedraal van Glasgow, ook wel St Mungo's Cathedral genoemd, is een dertiende-eeuwse, gotische kathedraal, gelegen in Glasgow, Schotland. Glasgow Cathedral is een van de weinige compleet overgebleven middeleeuwse kathedralen in Schotland. De kathedraal is tegenwoordig in gebruik als parochiekerk van de Church of Scotland.

## Geschiedenis

### Sint Kentigern
Glasgow Cathedral werd gebouwd op het vermoedelijke graf van Sint-Kentigern, ook wel bekend als Sint-Mungo. Hij was de eerste bisschop van het koninkrijk Strathclyde en stierf in 612 De naam Kentigern betekent hondenheer en is Engels van oorsprong. Mungo betekende vermoedelijk daarentegen geliefde.
Sommigen vermoeden dat Sint-Kentigern zijn eerste kathedraal bouwde in Govan, de plaats waar de koningen van Strathclyde werden begraven. Deze koningen regeerden vanaf Dumbarton Rock (het latere Dumbarton Castle), dat ongeveer twintig kilometer noordwestelijker is gelegen ten opzichte van Glasgow en Govan. Zeker is dat Kentigern een nieuwe kerk stichtte naast de Molendinar Burn in Glasgu en bisschop werd over een diocees dat qua oppervlakte gelijk was aan het Britse koninkrijk Strathclyde.

### Twaalfde eeuw: de eerste kathedraal
Ten tijde van koning David I van Schotland claimde de aartsbisschop van York zeggenschap over de Schotse kerk. Om deze invloed te beperken probeerde David I samen met zijn voormalige leraar John goedkeuring van de paus te krijgen om een aparte Schotse provincie te krijgen onder de jurisdictie van de aartsbisschop van St Andrews. John werd de eerste bisschop van het diocees van Glasgow en werd tot bisschop benoemd tussen 1114 en 1118. Bisschop John verving de oorspronkelijke kerk en bouwde de eerste kathedraal, die op 7 juli 1136 werd ingezegend. Van deze eerste kathedraal zijn bovengronds geen resten meer zichtbaar, doordat deze later compleet werd herbouwd.
Uiteindelijk kende paus Alexander III in 1175 Glasgow een aparte status toe waarmee het diocees werd afgescheiden van de jurisdictie van York. Later gebeurde dit eveneens met de rest van Schotland, uitgezonderd het diocees van Galloway.
Bisschop John werd in 1147 opgevolgd door Herbert, die in 1164 overleed. Herbert liet een hagiografie schrijven over Sint-Kentigern. In de zomer van 1164 voer Somerled, Lord of the Isles met een grote vloot de Clyde op naar Glasgow in een poging de Schotse troon te veroveren. Herbert bad tot Sint-Kentigern bij diens tombe en men zegt dat het lichaam van de heilige bewoog en daarmee de mannen van Glasgow onder leiding van Walter Fitzalan the Steward hielp om de aanval af te slaan. Het hoofd van Somerled werd van Renfrew naar de kathedraal van Glasgow gebracht. Door deze gebeurtenis nam de populariteit van Kentigern toe. De volgende bisschop, Jocelin, gaf opdracht tot het schrijven van een tweede hagiografie en liet in 1181 de kathedraal vergroten. Hiermee kreeg de kathedraal een kruisvormige plattegrond. De bouw werd onderbroken door een brand. Toch kon een tweede inwijding worden gehouden op 6 juli 1197. Van deze uitbreiding is vrijwel niets overgebleven behalve een stuk muur in de crypte van de huidige kathedraal.

### Dertiende eeuw: uitbreiding
Bisschop Bondington, die bisschop was tussen 1233 en 1258, gaf rond 1240 opdracht de kathedraal dusdanig uit te breiden, dat de kruisvormige plattegrond verdween. Hij liet namelijk het schip verbreden zodat de transepten (de armen van het kruis) werden opgenomen in het schip. Enkel aan de buitenzijde zijn door de hoogte de transepten nog te herkennen. De oostzijde, bij het koor, werd dusdanig verlengd, waardoor het koor even lang werd als het schip. Aan de noord- en zuidzijde werd een uitbreiding gebouwd, net als aan de noordoostzijde. De kathedraal had een hoogaltaar, gewijd aan Sint-Kentigern, en een altaar in elk van de vier kapellen aan het oostelijk uiteinde van de kathedraal. De tombe van Sint Kentigern bevond zich in de crypte. Ten oosten van het hoogaltaar werd nog een kapel met een schrijn geplaatst. De tombe en schrijn van Sint-Kentigern trok vele pelgrims, waaronder ook Eduard I van Engeland in 1301.

### Tijdens de onafhankelijkheidsoorlogen
Tijdens de Schotse onafhankelijkheidsoorlogen was Robert Wishart bisschop van Glasgow. Hij was in 1271 benoemd tot bisschop. In 1290 overleed de jonge Margaretha, jonkvrouw van Noorwegen, die tot koningin van Schotland gekroond zou gaan worden. Er was hierop geen duidelijke troonopvolger meer. Uiteindelijk werd in 1292 John Balliol tot koning gekroond. Balliol was geen krachtige koning en werd overvleugeld door de ambitie van de Engelse koning Eduard I. Bisschop Wishart had een rivaal van Balliol gesteund, namelijk Robert de Brus, 5de Heer van Annandale. Het was diens kleinzoon, Robert the Bruce, die in 1306 in de Greyfriars' Church in Dumfries John Comyn vermoordde. Beiden maakten aanspraak op de kroon van Schotland, nadat John Balliol in ballingschap was gegaan. Na de moord en voordat Robert the Bruce vertrok naar Scone om zich te laten kronen, bezocht Robert the Bruce bisschop Wishart. De bisschop excommuniceerde Robert the Bruce niet, maar steunde hem in zijn koningschap en in zijn strijd tegen de Engelse overheersers. Bisschop Wishart werd later gevangengenomen in Cupar Castle en afgevoerd naar Engeland. Als geestelijke werd hij niet ter dood gebracht. In 1314, na de Slag om Bannockburn, werd hij vrijgelaten. Hij stierf op 26 november 1316 en werd begraven in Glasgow Cathedral. Zijn gisant ligt anno 2009 in de crypte van de kathedraal.

### In de latere Middeleeuwen
Aan het westelijk uiteinde bevonden zich twee torens. De noordwestelijke toren stamde vermoedelijk uit het einde van de dertiende eeuw en de zuidwestelijke vermoedelijk uit de veertiende eeuw. In 1846 en 1848 werden deze torens vernietigd, aangezien men de kerk weer het aanzien wilde geven van de vroege Middeleeuwen.
In 1406 werd de kathedraal getroffen door de bliksem en werd de centrale toren en de bovenste verdieping van de kapittelzaal vervolgens herbouwd door bisschop William Lauder.
Rond 1500 liet bisschop Robert Blacader (1483-1508) een gewelfd, versierd plafond aanbrengen in de zuidelijke, dertiende-eeuwse uitbreiding, die anno 2009 bekendstaat als Blacader Aisle.
In de zestiende eeuw was Glasgow Cathedral een van de belangrijkste kathedralen in Schotland en had het grootste aantal kanunniken van heel Schotland, namelijk 32.

### De gevolgen van de reformatie
Glasgow Cathedral bleef bij de reformatie in 1560 vrijwel ongeschonden, net als de St. Magnus Cathedral in Kirkwall. James Beaton, die bisschop was tussen 1550 en 1570, vertrok wel in 1560 naar Parijs. In 1572 hadden zes van de kanunniken zich bekeerd tot het protestantisme. De kathedraal werd gebruikt voor protestantse diensten; katholieke versieringen werden dan ook verwijderd uit de kathedraal. Drie protestantse gemeenschappen gebruikten de kathedraal. De Inner High Kirk gebruikte het voormalige koor en het presbyterium; de Outer High Kirk gebruikte het westelijk deel van het schip; de Barony Kirk gebruikte de crypte. De transepten en het oostelijk deel van het schip werden door de drie gemeenschappen gebruikt als hal en werd bekend onder de (feitelijk foutieve) naam the choir (het koor). Tussen de verschillende delen werden muren gebouwd. Zo werd in 1635 de muur aan het westelijk uiteinde van het koor gebouwd. De muur in het schip werd in 1637 gerealiseerd.

### Vanaf de negentiende eeuw
In de negentiende eeuw beleefde de middeleeuwse architectuur een herwaardering en wilde men de kathedraal herstellen in zijn oude glorie. De westelijke torens werden afgebroken omdat men ze wilde vervangen door meer symmetrische torens. Dit plan werd bij gebrek aan fondsen nooit uitgevoerd.
Na 1835 werd de muur in het schip verwijderd nadat de gemeenschappen van de Inner High Kirk en de Barony Kirk geen gebruik meer maakten van de kathedraal. In 1852 werden enige galerijen aangebracht door de Inner High Kirk verwijderd. Niet lang daarna kwam de kathedraal in staatsbeheer. De kathedraal bleef in gebruik als parochiekerk van de Church of Scotland.

## Bouw

### Schip en koor

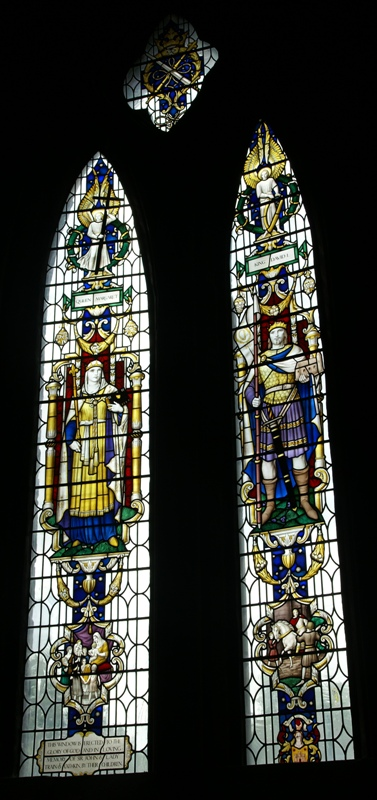
Gebrandschilderd glas in het koor voorstellende Sint Margaretha en David I

Glasgow Cathedral heeft een rechthoekige plattegrond die west-oostelijk is georiënteerd met drie uitstekende delen. In het midden van de zuidzijde van de rechthoek bevindt zich de Blacader Aisle, dat een vroeg-zestiende-eeuws gewelfd plafond van het type tierceron heeft. In het midden van de noordzijde van de rechthoek bevindt zich de schatkamer. Aan de noordoostelijke hoek bevindt zich het kapittelgebouw van twee verdiepingen. De rechthoek is min of meer in twee gelijke helften verdeeld door twee transepten, die niet uit de genoemde rechthoek steken. De westelijke helft vormt het schip en de oostelijke helft het koor en presbyterium met hoogaltaar. De transepten bevatten ramen met Munich Glass, geplaatst in 1860.
Het schip heeft twee ingangen: een westelijke hoofdingang en een zuidelijke ingang. Het schip is drie verdiepingen hoog. Het dak van het schip stamt uit het begin van de twintigste eeuw. De kathedraal heeft boven de kruising met de transepten een centrale toren met spits.
Het koor heeft aan het oostelijke uiteinde vier altaren. Het eerste was gewijd aan Sint Catharina, het tweede aan Sint-Martinus, het derde aan Sint-Jacob en het vierde aan Sint Stephanus en Sint Laurentius. Het koor is 22,5 meter hoog. Het plafond van het koor stamt uit 1912.

### Pulpitum
In het midden van de rechthoek geeft een stenen afscheiding (de pulpitum) aan waar het schip eindigt en het koor begint. Deze afscheiding is vroeg-veertiende-eeuws en bestaat uit een centrale toegang geflankeerd door vier stenen panelen met bogen. Een balustrade loopt over de afscheiding heen. De basis van de balustrade is versierd met afbeeldingen die als thema huwelijk en trouw hebben. Twee stenen altaren flankeren de ingang aan de westelijke zijde. Het noordelijke altaar is gewijd aan de Naam van Jezus en het zuidelijke altaar aan de Vrouwe van Barmhartigheid. Aan de voorzijde van beide altaren zijn in totaal elf figuren afgebeeld, waarvan een theorie beweert dat de figuren de elf discipelen van Jezus voorstellen (minus Judas Iskariot).

### Crypte
Onder het koor bevindt zich de crypte met de tombe van Sint Kentigern in het midden en de Lady's Chapel (Kapel van Onze Lieve Vrouw). De crypte stamt uit het midden van de twaalfde eeuw. Aan het uiteinde van de oostelijke zijde bevinden zich vier kapellen, de eerste was gewijd aan Sint Nicolaas, de tweede aan Sint-Petrus en Paulus, de derde aan Sint-Andreas en de vierde aan Sint Johannes de Evangelist. Op de scheidingsmuur tussen de kapel van Sint-Petrus en Paulus en de kapel van Sint-Andreas, ligt de gisant van bisschop Robert Wishart. In de zuidoostelijke hoek van de crypte ligt de St Kentigern's Well (Bron van Sint-Kentigern). In de noordoostelijke hoek van de crypte bevindt zich een versierde toegang die leidt naar het onderste deel van het kapittelgebouw. De voorstelling aan de linkerzijde van de ingang is vermoedelijk de Boom van Jesse. Aan de rechterzijde is onder andere een draak te onderscheiden.
In de zuidwestelijke hoek van de crypte is het oudste deel van de kathedraal te vinden, namelijk uit de twaalfde eeuw uit de tijd van bisschop Jocelin. Dit deel bestaat uit een pilaar die is ingemetseld in de muur.

## Beheer
Glasgow Cathedral wordt beheerd door Historic Scotland. De Church of Scotland gebruikt de kathedraal als parochiekerk.

## Afbeeldingen

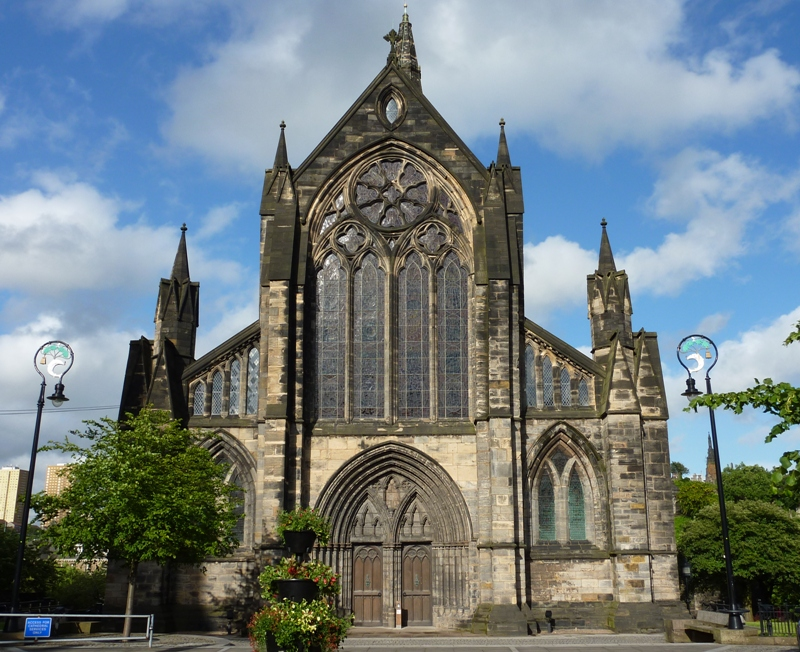
Het westelijk uiteinde met de hoofdingang die toegang geeft tot het schip
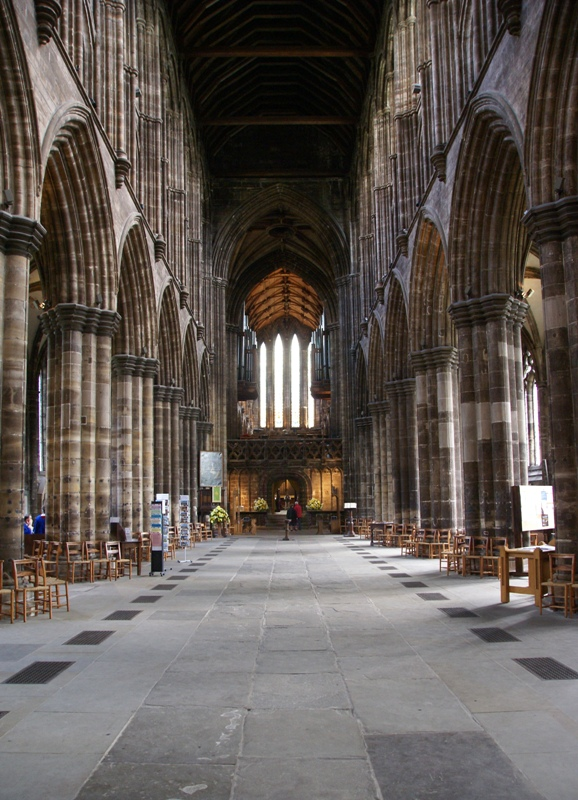
Vanuit het schip kijkende naar het pulpitum en het daarachter liggende koor in het oosten
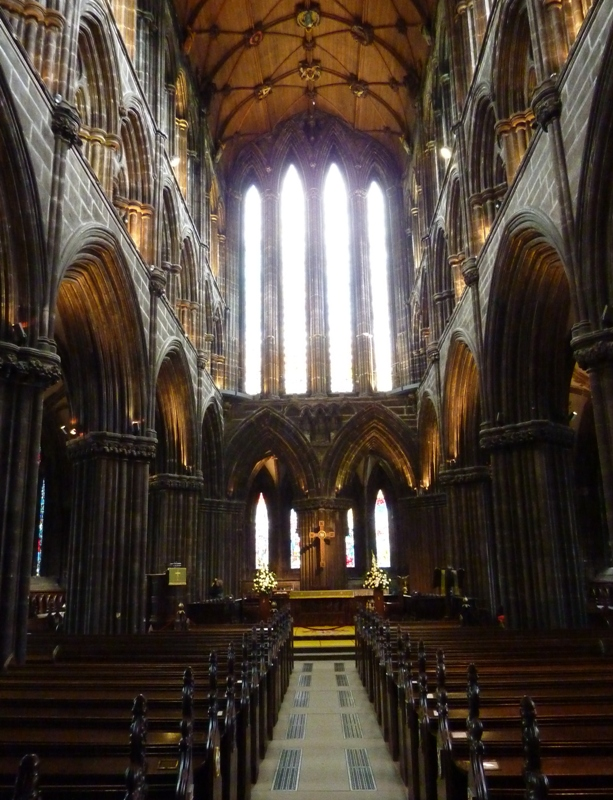
Het koor
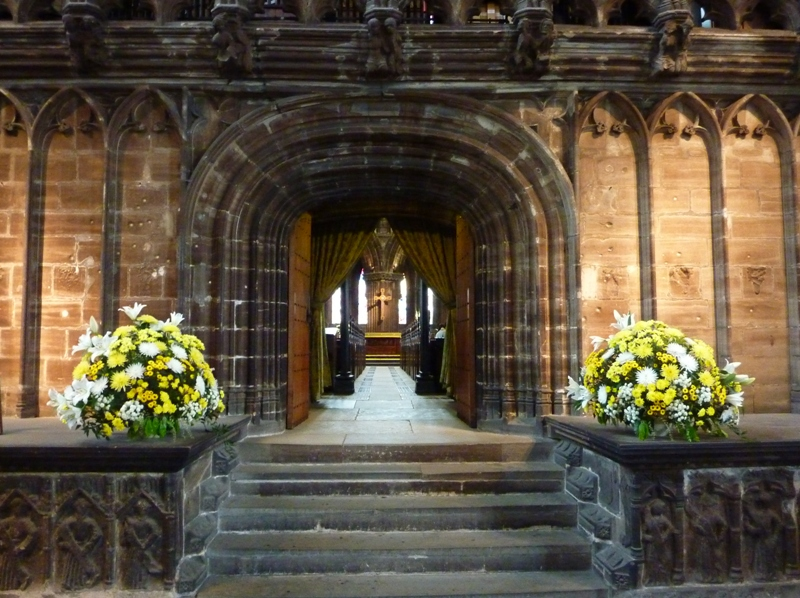
Het pulpitum: de stenen afscheiding tussen het schip en het koor
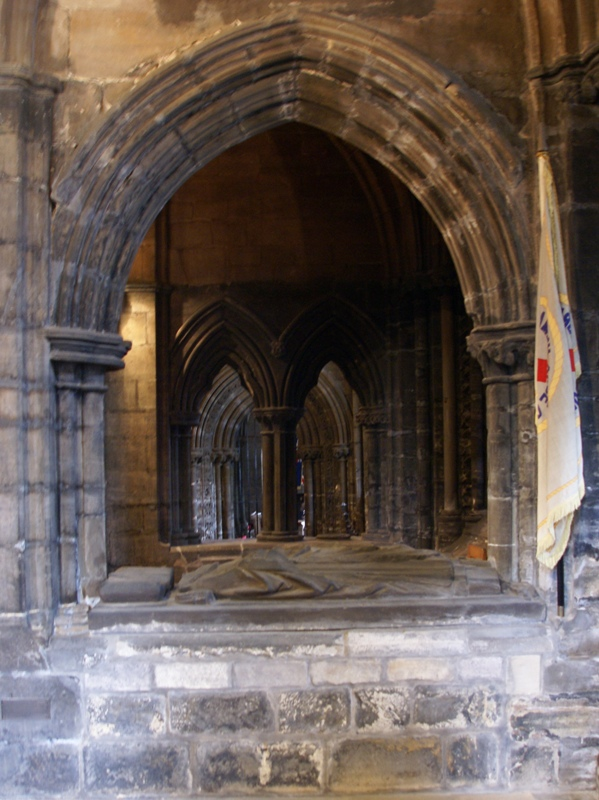
Gisant van bisschop Wishart in de crypte
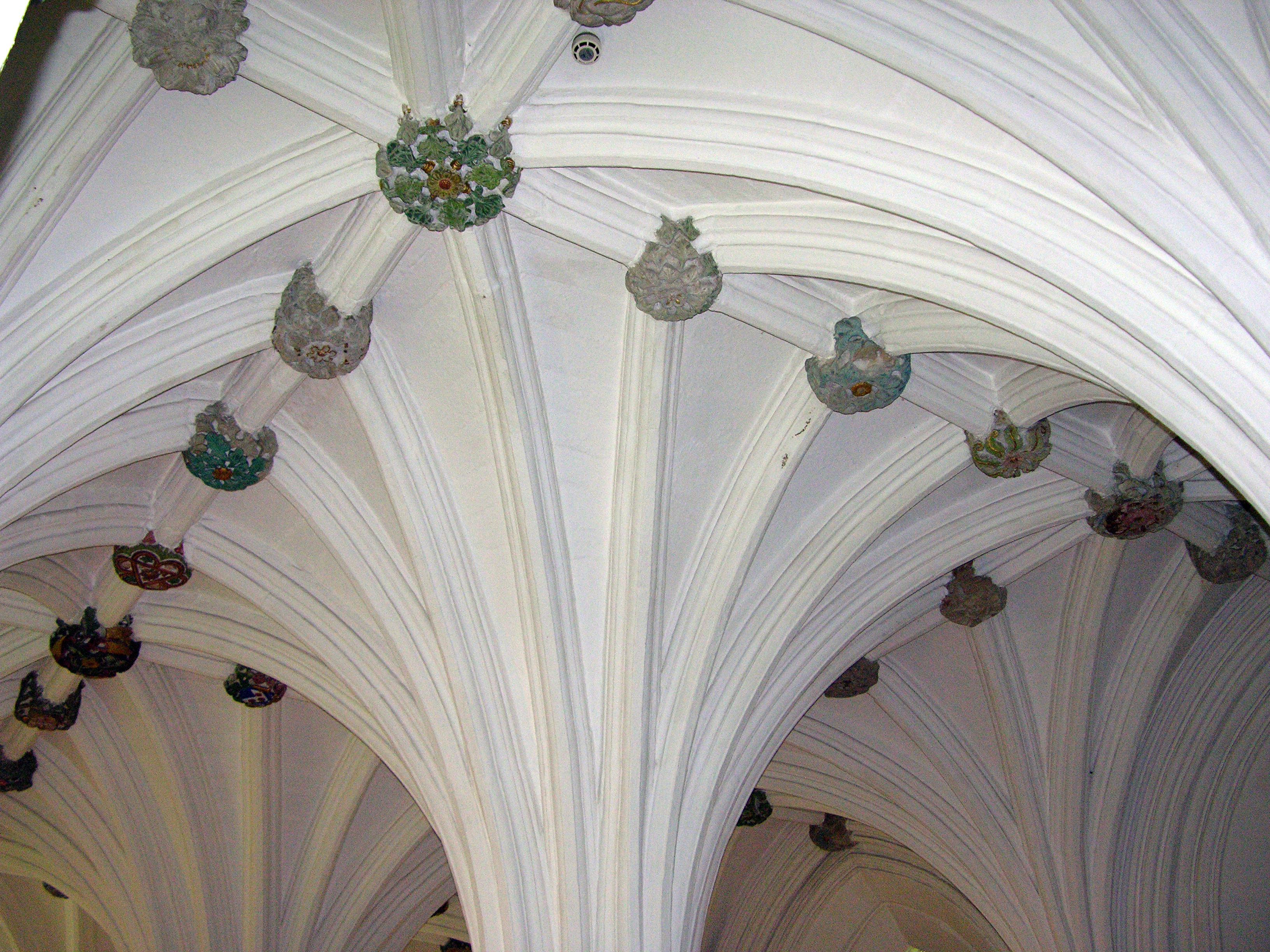
Zestiende-eeuwse plafond van het Blacader Aisle